# Maria Kalergis

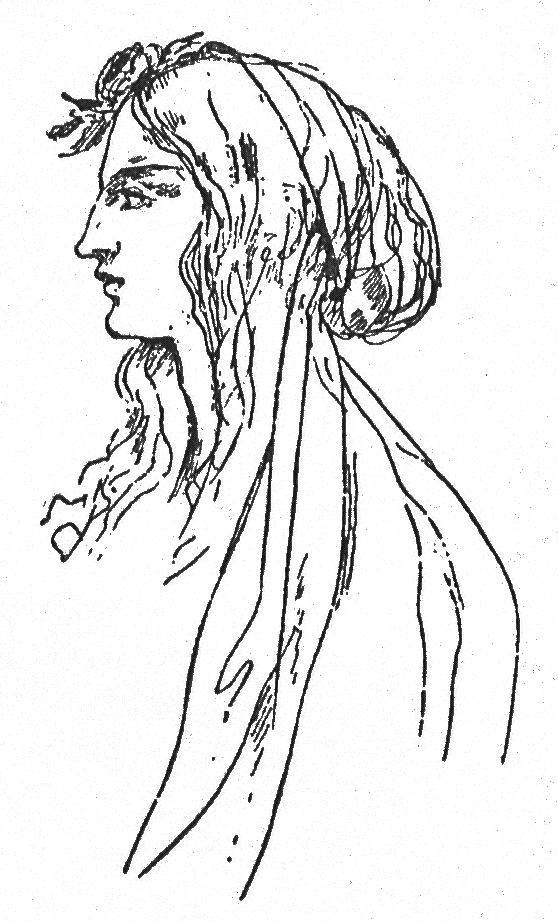
Maria Kalergis (C. K. Norwid)

Maria Kalergis, geboren Maria Reichsgräfin von Nesselrode-Ehreshoven, (* 7. August 1822 in Warschau; † 22. Mai 1874 ebenda) war eine polnische Pianistin und Mäzenin.

## Leben
Maria von Nesselrode-Ehreshoven war die Tochter des russischen Helden der Schlacht bei Borodino General Friedrich Karl Reichsgraf von Nesselrode-Ehreshoven und Nichte des russischen Kanzlers Karl Robert von Nesselrode. Marias polnische Mutter Tekla Nałęcz-Górska (1795–1848) war die Schwester des Kammerherrn Józef Górsk am Hof Alexanders I. in St. Petersburg. Nach der Scheidung ihrer Eltern 1823 kam Maria mit ihrer jüngeren Schwester 1828 nach St. Petersburg zu ihrem Onkel Karl Robert von Nesselrode, wo sie von ihrer Verwandten Jelena Dmitrijewna Swertschkowa, Tochter des Grafen Dmitri Alexandrowitsch Gurjew, adoptiert wurde und den Familiennamen Swertschkowa erhielt. Fürst Pjotr Andrejewitsch Wjasemski schrieb ihr eine glänzende Zukunft zu.
1839 heiratete die 16-jährige Maria von Nesselrode-Ehreshoven den Kaufmann griechischer Herkunft und Erben eines Millionenvermögens Jan Kalergi (1814–1863), der seiner Frau 600.000 Goldrubel und das Grundstück mit Haus seiner Mutter in St. Petersburg am Newski-Prospekt 12 schenkte. Nach der Geburt der Tochter Marie Kalergi (1840–1877) trennte sich das Ehepaar. Jan Kalergi ging nach Italien, und Maria Kalergis erhielt von ihm ein beträchtliches Vermögen.
Kalergis lebte in St. Petersburg, Paris, Warschau und Baden-Baden. Sie nahm Musikunterricht bei Frédéric Chopin und Franz Liszt. Sie sprach polnisch, französisch, deutsch, englisch, italienisch und russisch. Ihr Salon in der Pariser Rue d'Anjou war ein Treffpunkt der Pariser Gesellschaft. Zu ihren Verehrern gehörten der General Louis-Eugène Cavaignac, der Außenminister Graf Louis-Mathieu Molé, Alexandre Dumas der Ältere, Alfred de Musset, Liszt, Chopin, Théophile Gautier, der ihr das Gedicht Symphonie en blanc majeur widmete, Heinrich Heine, der ihr 1851 sein Gedicht Der weiße Elefant widmete, und Cyprian Kamil Norwid, der ihr die dreiaktige Tragödie Pierścień Wielkiej Damy, czyli Ex-machina Durejko (Der Ring der großen Dame oder Ex-Machina Durejko, 1872) widmete. Eugène Sue verewigte sie in seinem Roman Le Juif errant (Der ewige Jude, 1844–1845) als die reiche Tochter Adrienne de Cardoville des Grafen de Rennepont.
Kalergis führte geheime Aufträge des russischen Hofes aus. Sie spielte eine wichtige Rolle bei der Machtergreifung Louis Napoléon Bonapartes, wie Victor Hugo in seinem Essay Histoire d'un crime (Geschichte eines Verbrechens, 1877, 1878) beschrieb. Sie half Stanisław Moniuszko, seine Oper Halka 1858 im Warschauer Teatr Wielki auf die Bühne zu bringen, und organisierte ein Benefizkonzert zu seinen Gunsten. Sie übernahm Richard Wagners Schulden und finanzierte seine Konzerte in Paris und Brüssel. Daneben unterstützte sie auch andere Künstler.
Ende der 1850er Jahre ließ sich Kalergis in Warschau nieder und führte in der Wohnung ihres Vaters ein bescheideneres Leben. Mit anderen gründete sie das Warschauer Musikinstitut, das später das Warschauer Konservatorium wurde. 1857–1871 trat sie als Pianistin auf. Nach dem Tode ihres Mannes heiratete Kalergis 1863 den Helden der Verteidigung Sewastopols, Polizeichef und Direktor der Warschauer Theater Sergei Sergejewitsch Muchanow (1833–1897). Sie litt in ihren letzten Lebensjahren unter schwerem Rheuma und wurde von ihrem Mann gepflegt. Ihre Briefe an ihre Tochter und andere spiegeln das Gesellschaftsleben ihrer Zeit wider.
Kalergis wurde auf dem Warschauer Powązki-Friedhof begraben. Nach der Nachricht ihres Todes führte Liszt in Weimar ein Gedenkkonzert mit einer eigens für sie komponierten Sonate auf.
1857 heiratete Kalergis' Tochter Marie Kalergi in Paris den Diplomaten Franz Karl Coudenhove (1825–1893), mit dem sie 1859 den Sohn Heinrich von Coudenhove-Kalergi bekam.